# Alce Negro
Alce Negro (em inglês, Black Elk; em lakota, Hehaka Sapa; c. 1863 – 19 de agosto de 1950) foi um célebre pajé e homem santo da tribo sioux da América do Norte. Black Elk é mais conhecido por relacionar seus pontos de vista religiosos, visões e eventos de sua vida ao poeta John Neihardt. Neihardt os publicou em seu livro Black Elk Speaks em 1932. Este livro já foi publicado em várias edições, mais recentemente em 2008. Perto do fim de sua vida, ele gravou os sete ritos sagrados dos Sioux para o etnólogo Joseph Epes Brown que foram publicado em 1947 no livro O Cachimbo Sagrado. Houve um grande interesse por essas obras entre os membros do Movimento Indígena Americano desde a década de 1970 e por outros que queriam aprender mais sobre as religiões nativas americanas .
Black Elk converteu-se ao catolicismo, tornando-se catequista, mas também continuou a praticar cerimônias Lakota. A Diocese Católica Romana de Rapid City abriu uma causa oficial para sua beatificação dentro da Igreja Católica Romana em 2016. Seu neto, George Looks Twice disse: "Ele estava confortável orando com este cachimbo e seu rosário, e participou da missa e cerimônias Lakota em uma base regular".

## Biografia
Com apenas doze anos, participou da batalha de Little Big Horn (1876), em que os sioux, liderados pelo célebre cacique Touro Sentado (Standing Bull), infligiram séria derrota ao exército norte-americano, comandado pelo general Custer. Em 1890, Alce Negro saiu ferido do massacre de Wounded Knee, em que os índios foram derrotados pelo exército americano.
Alce Negro se tornou internacionalmente conhecido depois da publicação do livro Black Elk Speaks, publicado em diversas línguas (em português, há uma boa versão da Editora Antígona: Alce Negro Fala: A história da vida de um homem-santo dos Sioux Oglala - ISBN 972-608-119-X). O livro se tornou um clássico da espiritualidade contemporânea, além de revelar aspectos pouco conhecidos da vida religiosa dos índios norte-americanos.
O inusitado da vida  de Alce Negro é que, tendo sido batizado na Igreja Católica em 1904, continuou sendo, simultaneamente, um líder espiritual da antiga religião índia da "Dança do Sol" e do "Cachimbo Sagrado" (Calumet).  
Se os dogmas e as formas de culto das tradições cristã e xamânica pele-vermelha são distintos, a concepção de um único Deus e da imortalidade da alma, doutrinalmente falando, e a oração como forma privilegiada de contacto entre o humano e o divino, do ponto de vista da práxis espiritual, aproximam as duas espiritualidades.
Segundo Frithjof Schuon, Alce Negro combinava de forma fascinante o heroísmo combativo e estoico com o porte sacerdotal dos índios das pradarias da América do Norte.
A primeira esposa de Black Elk, Katie, converteu-se ao catolicismo e eles tiveram seus três filhos batizados como católicos. Após a morte de Katie, em 1904, Black Elk, então com 40 anos, converteu-se ao catolicismo. Ele também se tornou catequista, ensinando outros sobre o cristianismo. Ele se casou novamente e teve mais filhos com sua segunda esposa; eles também foram batizados e criados como católicos.
Em agosto de 2016, a Diocese Católica de Rapid City (EUA) abriu uma causa oficial para sua beatificação pela Igreja Católica.
Já ao final da vida, Alce Negro transmitiu ensinamentos espirituais reservados dos índios, bem como episódios até então pouco conhecidos de sua existência, a dois pesquisadores ocidentais: John Neihardt e Joseph Epes Brown.
Neihardt publicou um volume que se tornou um clássico, Black Elk speaks: being the life story of a holy man of the Oglala Sioux (1932). Ao professor e autor Joseph Brown, Alce Negro revelou os principais ritos de sua tradição, publicados em The Sacred Pipe: Black Elk's account of the seven rites of the Oglala Sioux (1953).

## Legado
Desde a década de 1970, o livro Black Elk Speaks tornou-se popular entre os interessados em nativos americanos nos Estados Unidos. Com a ascensão do ativismo nativo americano, houve um interesse crescente entre muitos nas religiões nativas americanas. Dentro do movimento indígena americano, especialmente entre não-nativos e descendentes urbanos que não foram criados em uma cultura tradicional, Black Elk Speaks foi uma fonte importante para aqueles que agora buscavam inspiração religiosa e espiritual. No entanto, alguns críticos acreditam que John Neihardt, como autor e editor, pode ter exagerado ou alterado algumas partes da história para torná-la mais acessível e comercializável para o público branco pretendido da década de 1930, ou porque ele não entendeu completamente o contexto Lakota.